# Gudenå
De Gudenå (Deens: Gudenåen) is een natuurlijke waterloop in Denemarken. Met zijn 158 km is het de langste waterloop van het land.

## Geografie
De Gudenå begint bij Tinnet Krat ten noordwesten van Tørring, 65 m boven zeeniveau (55° 54' 07" N 09° 24' 03" O), en eindigt in het Randers Fjord, bij Randers (56° 28' N 10° 03' O). De Gudenå is 176 km lang en loopt door de steden Ry, Silkeborg, Bjerringbro, Langå en Randers
De stad Silkeborg is dankzij de ligging van de papierfabriek aan de Gudenå tot een grote stad kunnen uitgroeien.
- Virtual International Authority File: 315527682